# بريط ثنائي الأزهار
بريط ثنائي الأزهار (الاسم العلمي:Dipcadi biflorum) هو نوع من النباتات يتبع جنس البريط من الفصيلة الهليونية.